# 知识产权

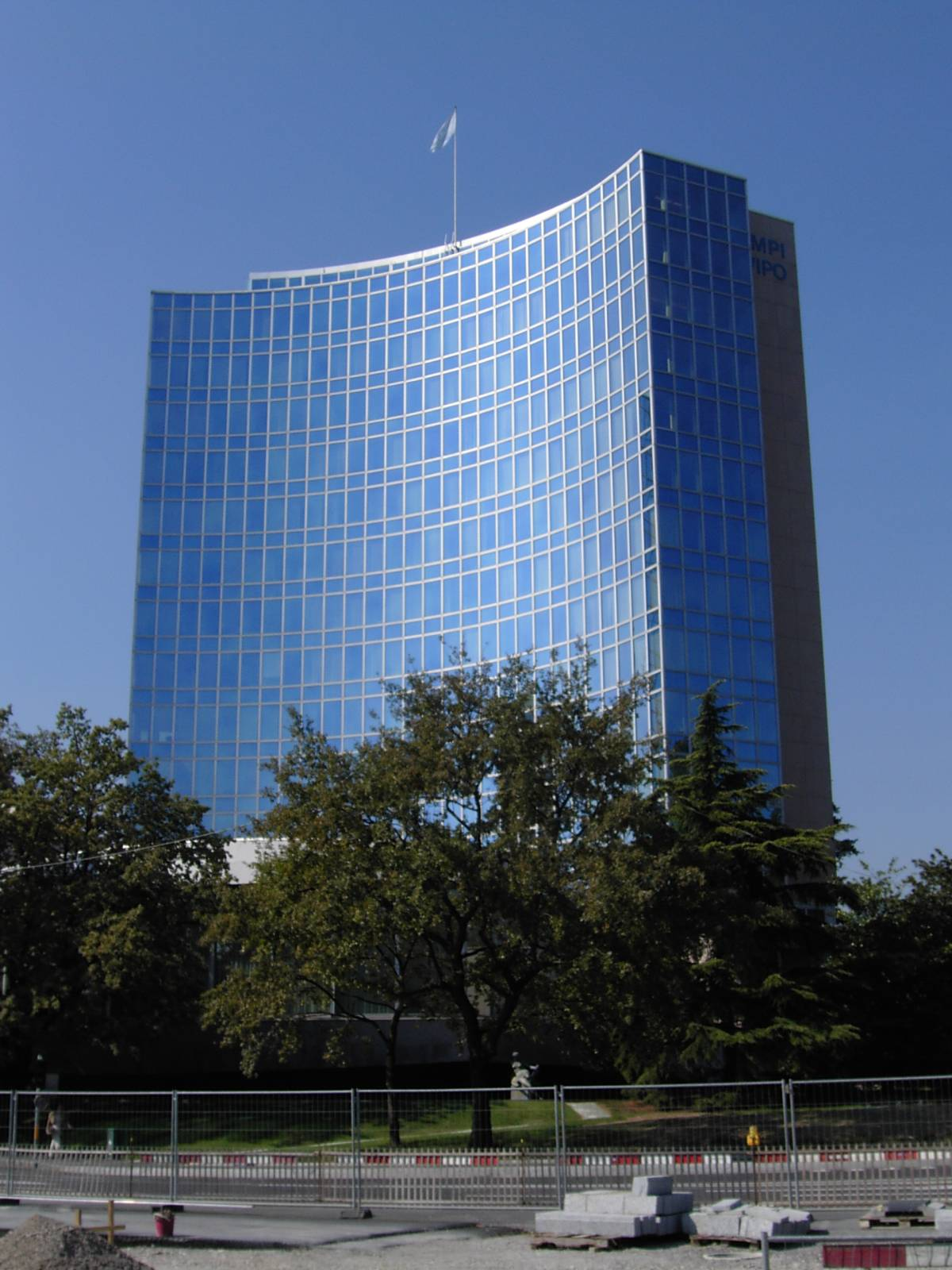
位于日内瓦的世界智慧財產權組織總部

知识产权（英語：intellectual property），是人类用智慧创造出来的无形的财产，主要涉及著作權、专利、商标等领域。音乐和文学等形式的艺术作品，以及一些发现、发明、词语、词组、符号、设计都能被当作知识财产而受到保护。知识产权可以分为工业产权与版权两类，工业产权包括专利、商标、工业外观设计和地理标志，版权则包括文学和艺术作品等。
17世纪中叶，德国学者卡普佐夫在著作中首次提出“知识产权”一概念，这被视为“知识产权”一词的来源。后来，比利时法学家皮尔第在此基础上，对知识产权的概念进行了发展；其将“知识产权”概括为“一切来自知识活动领域的权利”。到1967年《成立世界知识产权组织公约》签订后，知识产权的概念得到世界上大多数国家所认可。

## 历史
精神财产的观念在古代犹太和古希腊传统中已见雏形，知识产权法一般认为是起源於威尼斯等意大利城邦，中世紀的威尼斯商業允許買賣技術與紡織的圖樣，可以登記買賣，並且於取得專利權之後獨家販售。其後推廣藝術作品也可以買賣，視為代表作者人格權之一的權利。藝術品因為作者而有不同的價值，例如法國收藏藝術作品時特別強調藝術家身份，以強調藝術品的價值。
在中国，历史上的知识产权可见于两浙转运司于嘉熙二年（1238）为祝穆《方舆胜览》所发布的《榜文》，以及淳佑八年（1248）行在国子监发给段昌武开雕《丛桂毛诗集解》的《执照》。

## 知识产权的分类
工業产權，它包括专利、商标、工业品外观设计以及原产地地理标志等。专利保护期一般20年，工业设计保护至少10年，而商标则可无限期保护。
著作权，它包括文学和艺术作品：诸如小说、诗歌和戏剧、电影、音乐作品；艺术作品诸如绘图、绘画、摄影和雕塑以及建筑设计。与著作权相关的权利包括表演艺术家对其表演的权利、录音制品制作者对其录音制品的权利以及广播电视组织对其广播和电视节目的权利。著作权持续到作者逝世后至少50年。
此外还有一种特殊的知识产权：商业秘密。企业可以认定任何信息为“商业秘密”，禁止能够接触这些机密的人将秘密透露出去，这一般是通过合约的形式来实现。只要接触到这些秘密的人在获取这些机密前签署合约或同意保密，他们就必须守约。商业秘密的特点是没有时限，而且任何东西都有可被认定为商业秘密。例如：可口可乐的配方。

### 狭义的知识产权分类
一类属于“文学产权”(literature property)，包括著作权和邻接权。
另一类则是“工业产权”(industrial property)，主要包括专利权和商标权。

## 知识产权之范围
世界知识产权组织（World Intellectual Property Organization, WIPO，1967）之界定:
- 文学艺术及科学作品
- 表演艺术家、录音及广播之演出
- 在人类一切活动领域内之发明
- 科学发现
- 外型设计
- 商标服务标记、商号名称及牌号
- 制止不正当竞争

以及在工业、科学、文学或艺术领域内其他一切来自知识活动之权利。
世界贸易组织（World Trade Organization, WTO）之界定：
记载于《与贸易有关的知识产权协议》（Trade Related Aspects of Intellectual Property Rights，简称TRIPs，1994）
- 版权与邻接权
- 商标权
- 地理标志权
- 工业品外观设计权
- 专利权；
- 设计权
- 未披露过資訊之保护

## 知识产权的特点

### 专有性
专有性是指除权利人同意或法律规定外，权利人以外的任何人不得享有或使用该项权利。这表明除非透過“强制许可”、“合理使用”或者“征用”等法律程序，否则权利人独占或垄断的专有权利受到严格保护，他人不得侵犯。

### 地域性
地域性是除非国家间签有国际公约或双边互惠协定外，经一国法律所保护的某项权利只在该国范围内发生法律效力。在特定地区依特定之法或程序产生，也只在该地区生效。

### 时间性
时间性即法律对各项权利的保护，都规定有一定的有效期，各国法律对保护期限的长短可能一致，也可能不完全相同，只有参加国际协定或进行国际申请时，才对某项权利有统一的保护期限。

## 知识产权战略
知识产权战略是一些国家的一项长期发展战略。他对提升国家竞争力有很大的作用。在2016年，联合国世界知识产权组织报告国际专利，商标和工业设计申请达到新高。专利合作条约申请数量最大的国家为美国、日本和中华人民共和国。中华人民共和国为国际专利和商标申请的数量增长作出了巨大的贡献。

### 美国
1979年，美国政府提出“要采取独自的政策提高国家的竞争力，振奋企业精神”，并第一次将知识产权战略提升到国家战略的层面。从此，知识产权战略成为美国企业与政府的统一战略。美国在知识产权的法律上进行了一系列的修订和扩充。
1980年通过《杜拜法案》，1986年又通过《联邦技术转移法》以及1998年的《技术转让商业化法》。1999年美国国会又通过了《美国发明家保护法令》，2000年10月众参两院又通过了《技术转移商业化法案》，进一步简化归属联邦政府的科技成果运用程序。
此外在国际贸易中，一方面透過其综合贸易法案的“特殊301条款”对竞争对手予以打压，另一方面又积极推动世界貿易組織的知识产权协议的达成，从而形成了一套有利于美国的新的国际贸易规则。与此同时，美国同时非常注重知识产权战略研究。如美国CHI研究公司的“专利记分牌”系统，运用文献计量分析方法，对科学论文和专利指标进行研究，现在已经被许多国家使用。

### 中华人民共和国
中华人民共和国通过所颁布的《中华人民共和国著作权法》《中华人民共和国专利法》《中华人民共和国反不正当竞争法》等法律法规保护知识产权。
根据《中华人民共和国公司法》第27条规定，知识产权可以用货币估价并可以依法转让的非货币财产作价出资；但是，法律、行政法规规定不得作为出资的财产除外。
知识产权出资需要经过评估，评估需要提供如下材料：
1. 提供专利证书，专利登记簿，商标注册证，与无形资产出资有关的转让合同，交接证明等。
2. 填写无形资产出资验证清单。要求填写的名称、有效状况、作价等内容符合合同、协议、章程，由企业签名或验收签章，获得各投资者认同，并在清单上签名。
3. 无形资产应办理过户手续（知识产权办理产权转让登记手续；非专利技术签定技术转让合同；土地使用权办理变更土地登记手续）但在验资时尚未办妥的，填写出资财产移交表，由拟设立企业及其出资者签署，并承诺在规定期限内办妥有关财产权转移手续；交付方式，交付地点在合同、协议、章程中有规定的，应与合同、协议、章程相符：“接收方签章”栏，由全体股东签字盖章。
4. 资产评估机构出具的评估目的，评估范围与对象，评估基准日，评估假设等有关限定条件满足验资要求的评估报告和出资各方对评估资产价值的确认文件。
5. 一般无形资产出资最高可达企业注册资本的70%。
6. 以专利权出资的，如专利权人为全民所有制单位，提供上级主管部门批文；以商标权出资，提供商标主管部门批文；以高新技术成果出资的，提供国家或省级科技管理部门审查认定文件。

### 中華民國[7]
根據中華民國經濟部工業局發布的中華民國（臺灣）智慧財產的規範，有如下的架構方針。
- 0系統架構：建立起以PDCA(計畫、執行、檢查、行動)的系統架構，並根據提案>>評估>>維護>>運用等步驟過程以建立評鑑。
- 1適用範圍：改善管理制度、建立規範要求、找尋公正第三方驗證
- 2版本標示：每一個引用的文件需要註明並確定保持在最新的版本。
- 3名詞定義
  - 3.1智慧財產：指具經濟或精神價值之人類心智活動成果，受到法律保護(專利、商標、著作、商業秘密)
  - 3.2智慧財產管理政策：指組織陳述其本身對於智慧財產管理的期許與原則之聲明，並據此提供行動架構，和設定管理目標。
  - 3.3組織：為達成特定目標所成立的團體，可以隸屬於機關、機構、專案團隊、組織。
  - 3.4研發：泛指產品或服務之設計、開發、行銷企劃、商品包裝設計、文宣創作等活動。
  - 3.5文件化：將智慧財產的流程建立並記錄，不限於紙本。
- 4智慧財產管理基本要求：建立管理政策、流程圖、委外管理、流程運作資源、文件化、建立智慧產財權手冊。
- 5管理責任：傳達法令、釐清人員權責、管理審查
- 6資源管理
  - 6.1概論：包含相關人員的教育使其產生相對的認知和能力。
  - 6.2人力資源：基本概念、相關規範、智慧財產法。
  - 6.3基礎設施：軟硬體設施、公共設施、其他服務（網路、通訊）
- 7智慧財產取得、保護、維護
- 8監督、評估及改善：內部稽核、資料分析、矯正及預防措施

### 各国家和地区知识产权管理机构
- 中华人民共和国：国家知识产权局
- 香港特別行政區：知识产权署
- 澳門特別行政區：經濟及科技發展局智慧財產權廳
- 中華民國：经济部智慧财产局
- 美国：美国专利及商标局
- 日本：特许厅
- 欧盟：欧洲专利局
- ：特许厅
- 英国：英国知识产权局
- 俄羅斯：俄罗斯联邦知识产权专利商标局
- 法國：法国工业产权局
- 德国：德国专利商标局
- 印度：印度专利、外观设计、商标及地理标志管理总局
- 土耳其：土耳其知识产权制度和专利局
- ：澳大利亚知识产权局
- 泰國：泰国知识产权厅
- 匈牙利：匈牙利专利局
- 瑞士：瑞士联邦知识产权局
- 瑞典：瑞典专利注册局
- 芬兰：芬兰国家专利注册委员会

## 知识产权的思潮
透过授予这种垄断权利，智慧活动的创造者能够获得对其劳动成果的补偿。例如一个厂商可能为了开发一种新产品而投入了10年的精力与资金，如果没有知识产权对其新产品的保护，则最后的结果很可能是在其新产品推出后，其他厂商可以在没有任何成本的情况下立即抄袭其成果，从而也因此能够以更低价格出售相同或类似产品，损害原创作者的利益。这种例子现在常见于制药业：许多发达国家的药厂抱怨，他们在花费多年心血与大量资金投入后开发出来的药物，最终却可能被第三世界国家的药厂仿造，使这些原创药厂的利益受损。
知识产权的存在能够保护创造者利益：在规定的时间内，原创者将获得相对垄断权（反专利法理对滥用知识产权有制约作用），其他任何人都不能参与相同产品的制造，除非获得权利人的授权。原创者可以对使用者收费。而从长期来讲，公众也将受惠：虽然在短期内他们无法享用更加便宜的产品，但是这样却能激励对原创性创新的更多投入，导致未来更多、更好、更便宜的产品的诞生。而知识产权中的相对垄断也被认为是良性的：智慧活动的创造者若将产品价格定得太高，只可能刺激其他厂商开发类似但是更便宜的产品，最终受害的是创造者自己，而消费者则永远是受益者。

### 自由软件
近年来，很多人开始相信，随着知识产权保护的过度扩张，知识产权这个概念创立之初的宗旨已经改变：知识产权的目的已经从保护公众利益变为保护知识创造者的利益。在忧心知识产权已经触犯公众利益的人中，最著名的就是自由软件运动的发起者理查德·斯托曼。

### 中国知识产权质押融资
指企业或个人以其合法拥有的专利权、商标权、著作权中的财产权经评估后作为质押物，向金融机构申请流动资金贷款。知识产权质押融资在中国始于2006年，目前尚需完善知识产权交易体系、知识产权评估机制、知识产权司法制度等。
2006年知识产权质押诞生，中国专利权质押合同登记量连续5年保持高速增长，质押金额年均增长78.8%，质押项目年均增长77.63％，涉及专利数量年均增长98.71％，全国实现2073项质押贷款项目，涉及7326件专利，2013年全年专利权质押金额达254亿元人民币，比上年增长80%。专利权质押金额累计达到638亿元，年均增长112％。
佛山南海区最早在2008年成为中國全国首批知识产权质押融资试点。此后，南海先后制定出台了《南海区知识产权质押融资试点工作实施方案》等对企业予以扶持。迄今为止，全区透過海科知识产权交易平台（www.hkipe.com（页面存档备份，存于））共有44家次企业获得4.86亿元知识产权质押贷款，质押682件知识产权，其中专利157件，商标525件，其评估总值超过19亿元。